# Ibach (Schwarzwald)
Ibach ist die kleinste selbstständige Gemeinde im Landkreis Waldshut in Baden-Württemberg, Deutschland.
Die Gemeinde gehört dem Gemeindeverwaltungsverband St. Blasien mit Sitz in St. Blasien an.

## Geographie

### Geographische Lage
Der staatlich anerkannte Erholungsort Ibach liegt zwischen Sankt Blasien und Todtmoos im Hotzenwald. Die Gemeinde liegt im weiten, vom Feldberg-Gletscher während der Eiszeiten geformten Tal des Ibachs in 870 bis 1215 Meter Höhe.
Die Gemeinde liegt im Naturpark Südschwarzwald; mehr als 65 % ihrer Fläche ist von Wald eingenommen.

### Nachbargemeinden
Die Gemeinde grenzt im Norden an Bernau, im Osten an die Stadt St. Blasien und Dachsberg, im Süden an Görwihl und Herrischried und im Westen an Todtmoos.

### Gemeindegliederung
Zur Gemeinde Ibach gehören die Dörfer Oberibach und Unteribach, die Weiler Mutterslehen, das Gehöft Lindau und das Haus Ibachersäge. Im Gemeindegebiet liegt die Wüstung Neuenzell.

## Geschichte
Ibach war um 1240 als „Neue Zelle“ oder „Neuenzell“ von Mönchen aus St. Blasien auf einer Rodung der Tiefensteiner durch Besiedelung von Mönchen aus dem Kloster St. Georgen gegründet worden, mit denselben Schutzpatronen: St. Georg und Cyrill. Es wurde später Propstei, als Schutzpatronin kam ab 1699 Maria Magdalena hinzu. Nach der Aufhebung des Klosters St. Blasien benannte man die Ansiedlung um die Pfarrkirche in „Unter-Ibach“ um.

## Politik

### Bürgermeister
Bürgermeister ist seit 2025 Stephan Bücheler, der seit 2019 zudem Bürgermeister von Dachsberg ist. Von 2009 bis 2025 war Helmut Kaiser Bürgermeister, der von 1995 bis 2019 zudem Bürgermeister von Dachsberg war.

### Gemeinderat
Der Gemeinderat in Ibach besteht aus den acht ehrenamtlichen Gemeinderäten und dem Bürgermeister als Vorsitzendem. Der Bürgermeister ist im Gemeinderat stimmberechtigt. Bei der Kommunalwahl am 9. Juni 2024 wurde der Gemeinderat durch Mehrheitswahl gewählt. Mehrheitswahl findet statt, wenn kein oder nur ein Wahlvorschlag eingereicht wurde. Die Bewerber mit den höchsten Stimmenzahlen sind dann gewählt. Die Wahlbeteiligung betrug 79,74 % (2019: 81,9 %).

### Gemeindepartnerschaft
Ibach pflegt seit 1990 eine Partnerschaft mit Pohrsdorf, heute eine Ortschaft der Stadt Tharandt in Sachsen.

## Wirtschaft

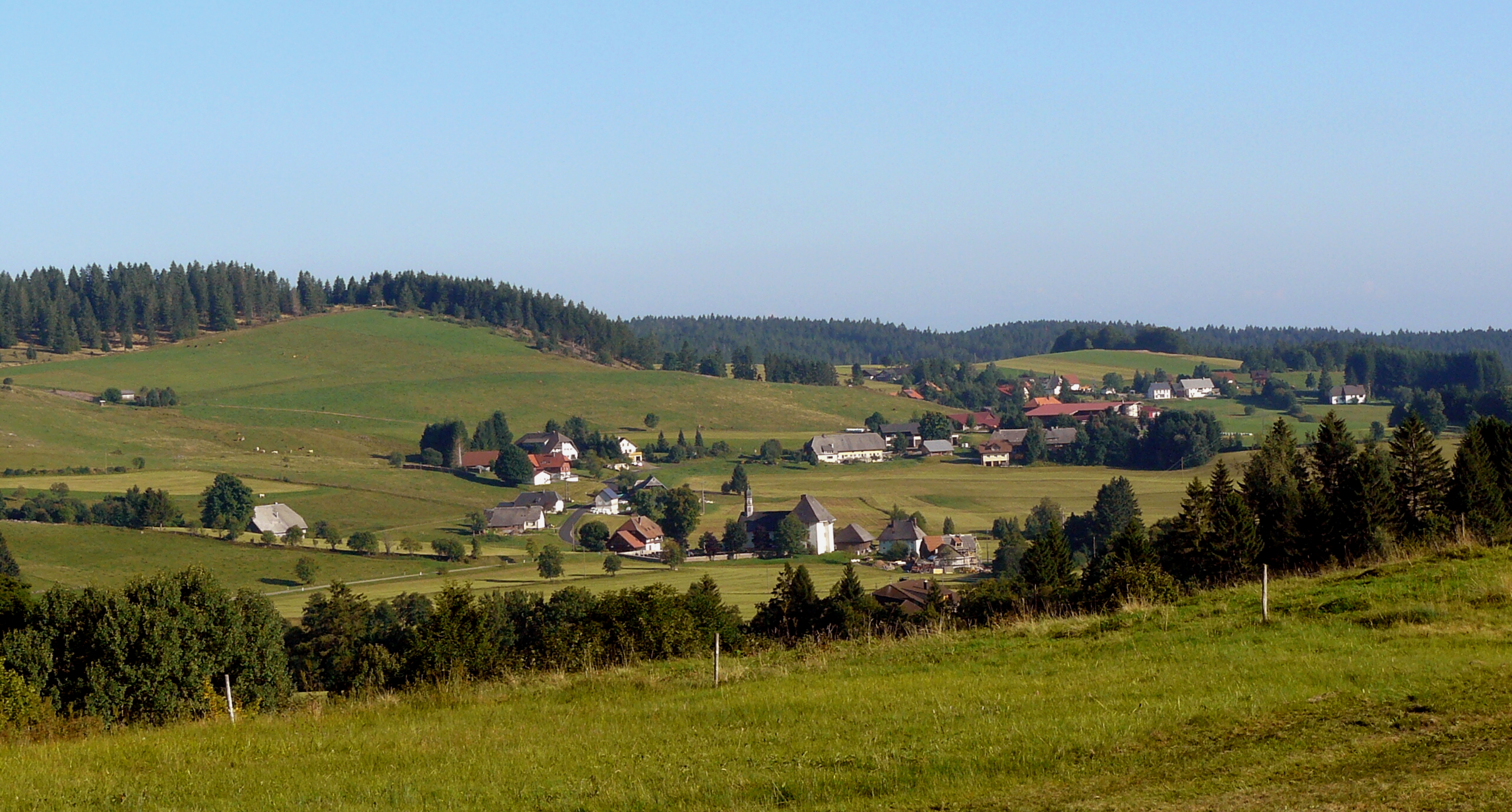
Ibach

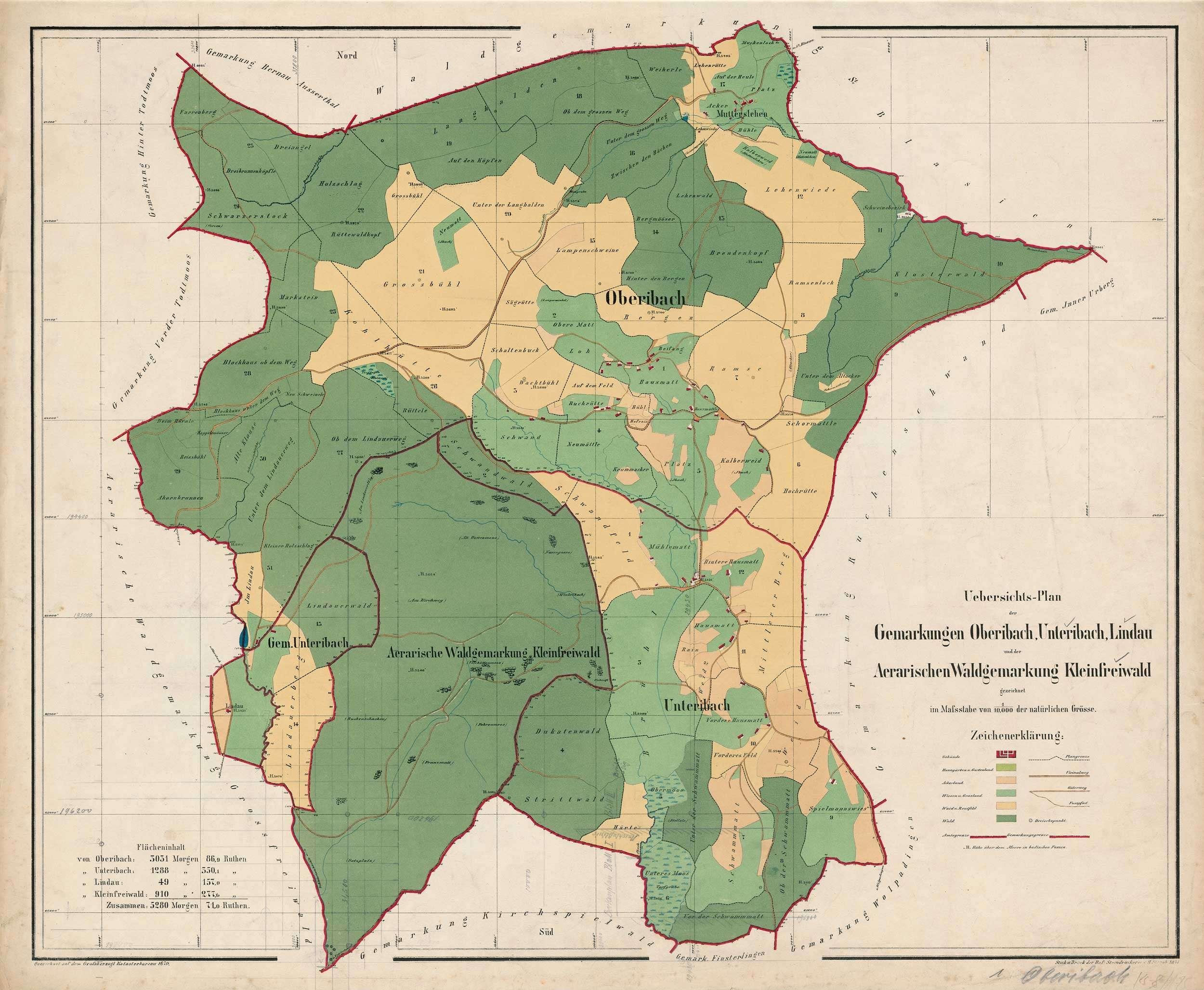
Gemarkungskarte von Ibach (1871)

Ein ansässiges Unternehmen ist das Blockbandsäge- und Hobelwerk Kaiser in Mutterslehen.
Überregional bekannt wurde Ibach allerdings durch den Hotzenblitz: Ab 1989 wurde in Ibach, unter Leitung von Thomas Albiez und in Zusammenarbeit mit einem Schweizer Rennwagenkonstrukteur, der Hotzenblitz 2000 (eigentlich EL SPORT), ein innovatives Elektro-Leichtfahrzeug, entwickelt (Europäischer Umweltpreis, Weltmeister Tour des Sol 89). Produziert wurde es bei Simson (Unternehmen). Die Firma ging 1996 in Konkurs, da das für die geplante Serienfertigung benötigte Geld nicht aufgebracht werden konnte. Die Namensrechte wurden von einem privaten Konsortium erworben, mit dem Ziel einer Wiederaufnahme der Produktion.
Bekannt wurde der Ortsteil Lindau wegen der dort tätigen Sekte Fiat Lux.

### Tourismus
Durch die relativ schneesichere Lage ist fast das ganze Jahr Tourismus-Saison. Im Winter ist das weite Hochtal gut für Langläufer geeignet. Die Freunde des alpinen Wintersports kommen am Talrand auf ihre Kosten. Im Sommer ziehen die ausgedehnten Wälder und kleine Hochmoore mit seltenen Tieren und Pflanzen Naturfreunde an. Ibach ist seit 1. Januar 2012 eines der vier Mitglieder der Tourismuskooperation Ferien Südschwarzwald der Kur- und Erholungsorte Höchenschwand, Dachsberg, Weilheim und Ibach. Es gehört auch der zum 1. Juli 2012 gegründeten Tourismuskooperation Ferienwelt Südschwarzwald an, die aus den 14 Orten Albbruck, Bad Säckingen, Bernau, Dachsberg, Görwihl, Herrischried, Höchenschwand, Ibach, Laufenburg, Murg, Rickenbach, Todtmoos, Wehr und Weilheim besteht.
Zu den Prominenten, die es zur Erholung nach Ibach zog, gehören Karl Carstens, Roman Herzog, Horst Köhler, König Albert II. von Belgien und Alexej Nawalny.

### Sehenswürdigkeiten

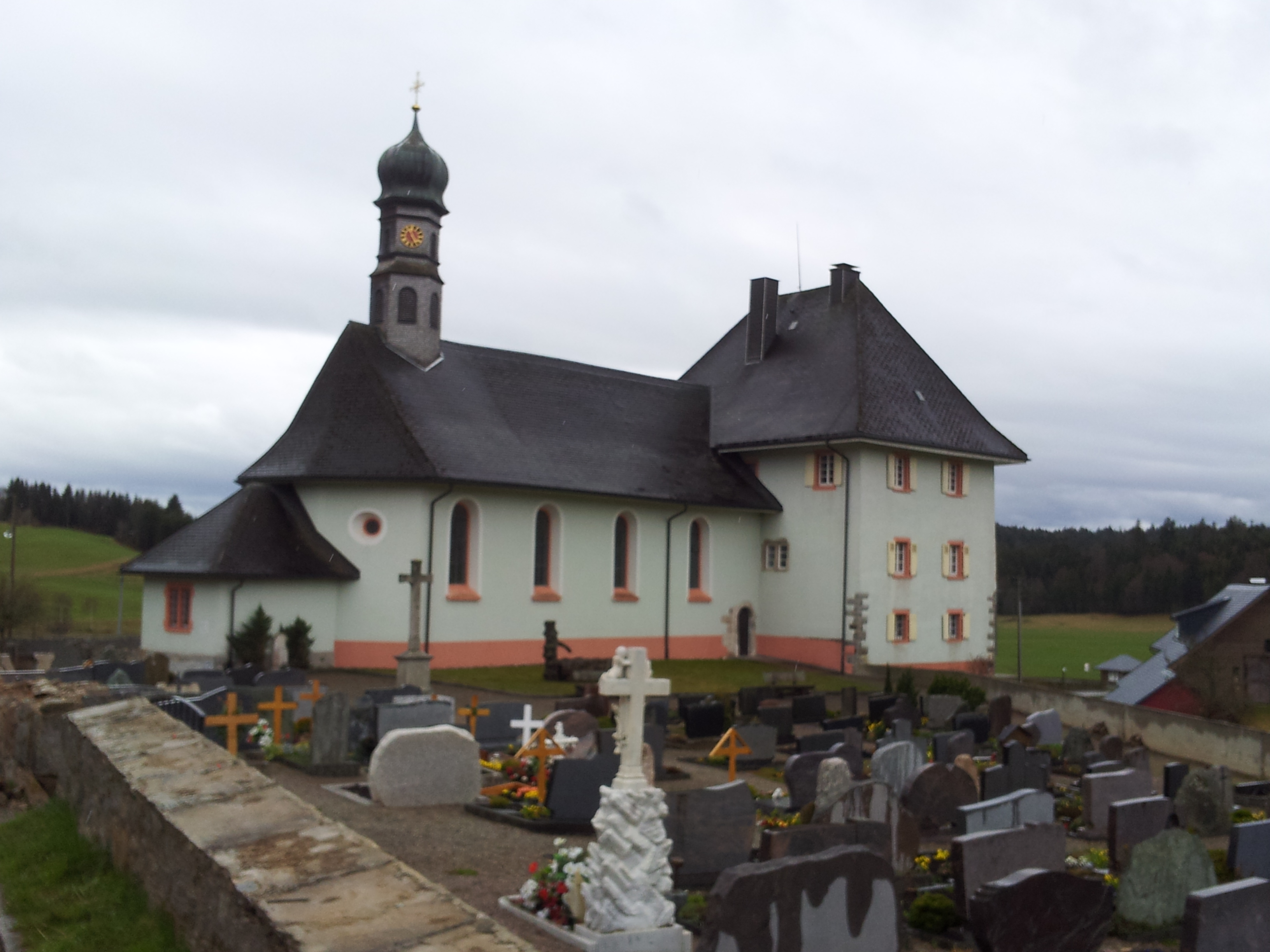
Neuenzell

In Ibach steht eine der ältesten durchgehend bewohnten Burganlagen im Südschwarzwald. Sie wurde vermutlich im 12. Jahrhundert von den Herren von Teufen, einem einst mächtigen Adelsgeschlecht, das in dieser Gegend mehr als Herren von Tiefenstein bekannt ist, als Wohnturm errichtet. 1240 von Diethelm von Tiefenstein als Klosterzelle umfunktioniert, schenkte dieser 1241 die „Neue Zelle“ dem Kloster St. Georgen in Stein am Rhein, in das er als Mönch eintrat. Dies gab Anlass zu Streitigkeiten zwischen dessen Bruder Hugo und Rudolf von Habsburg, dem späteren deutschen König, der zu dieser Zeit seine Besitzungen im Südschwarzwald zu einem zusammenhängenden Machtzentrum ausbauen wollte. Als Folge dieses Streits wurde 1272 Burg Tiefenstein belagert und zerstört. Hugo von Tiefenstein wurde in einen Hinterhalt gelockt und ermordet.

### Sage
- Graf Rudolf von Habsburg und der Pfarrer von Ibach

In der Schneeschmelze im Frühjahr des Jahres 1268 führte der Ibach nach einem schneereichen Winter Hochwasser. In dieser Zeit lag der Zellbrühlbauer im Sterben. Durch das Hochwasser war der Steg über den Ibach wegerissen und der Pfarrer von Ibach konnte nicht zu ihm um ihn zu versehen. Ein Hinüberkommen erschien unmöglich. Da kamen zwei Reiter herbei. Es waren Graf Rudolf und sein Knecht, die auf der Jagd waren. Graf Rudolf stieg vom Pferd und gab es dem Pfarrer, damit er über den Bach setzen konnte, so kam er dem Sterbenden noch zu Hilfe. Als der Pfarrer das Pferd zurückgeben wollte, schenkte es ihm der Graf. (Schiller hat diese Sage in der Ballade Der Graf von Habsburg aufgegriffen).

## Persönlichkeiten
- Damasus Zähringer OSB (1899–1977), Fundamentaltheologe, Erzabt der Erzabtei Beuron (1965–1967)
- Thomas Albiez (* 1957), Autokonstrukteur
- Stefanie Böhler (* 1981), Skilangläuferin
- Barbara Böhler (* 1982), alpine Skiläuferin, Behindertensportlerin und jüngere Schwester von Stefanie Böhler[5]
- Uriella, bürgerlich: Erika Hedwig Bertschinger-Eicke (1929–2019), Gründerin und Oberhaupt der Sekte Fiat Lux